# Phạm Sư Mạnh
Phạm Sư Mạnh (chữ Hán: 范師孟; 1300 - 1384), tên thật là Phạm Độ, tự Nghĩa Phu, hiệu Úy Trai, biệt hiệu Hiệp Thạch (硤 石); là danh sĩ và là quan nhà Trần trong lịch sử Việt Nam.

## Tiểu sử
Phạm Sư Mạnh là người làng Hiệp Thạch, huyện Hiệp Sơn( 峽 山), phủ Kinh Môn (nay là làng Hiệp Thạch, phường Hiệp Sơn, thị xã Kinh Môn, tỉnh Hải Dương).
Là học trò giỏi của nhà giáo Chu Văn An, ông đỗ thái học sinh (tiến sĩ) đời vua Trần Minh Tông, được vua đổi tên là Phạm Sư Mạnh để tránh phạm húy thái sư Trần Thủ Độ (theo Đại Việt Sử ký Toàn thư - Kỷ nhà Trần - Minh Tông Hoàng đế).
Năm 1323, ông bắt đầu làm quan cho nhà Trần. Đến năm 1345 đời Trần Dụ Tông, có sứ nhà Nguyên (Trung Quốc) sang hỏi về việc "đồng trụ" (cột đồng) thời Hai Bà Trưng; ông được cử đi sứ sang đấy để biện luận, từ đó về sau, không thấy họ sang hỏi han gì nữa .
Về nước, ông lần lượt được cử làm: Chưởng bạ thư kiêm khu mật tham chính (1346). Nhập nội hành khiển tri khu mật viện sự (1358), Hành khiển tả tư lang trung (1359), Tri khu mật viện sự (1362), rồi thăng lên chức Nhập nội nạp ngôn...
Sau đó, sử không nhắc đến ông, chỉ biết về sau ông có nhận lệnh đi kén duyệt quân ở năm lộ để chấn chỉnh biên phòng vào năm 1368, và viết giúp văn bia cho chùa Sùng Hưng ở núi Vân Lỗi (Thanh Hóa) vào năm 1372.
Ông làm quan trải ba triều vua Trần là: Minh Tông, Hiến Tông và Dụ Tông. Về văn học, Phạm Sư Mạnh nổi tiếng ngang với Lê Quát, là bạn thân đồng môn (cùng theo học thầy Chu Văn An) và đồng triều. Cả hai đều được người đương thời khen tặng .
Sau khi lui về ở ẩn, Phạm Sư Mạnh mất năm 1384.

## Tác phẩm
Tác phẩm của Phạm Sư Mạnh có Hiệp Thạch tập (Tập thơ Hiệp Thạch), viết bằng chữ Hán, nhưng đã thất lạc. Hiện chỉ còn 33 bài được chép rải rác trong Toàn Việt thi lục, Việt âm thi tập, Tinh tuyển chư gia luật thi, Trích Diễm thi tập.
Ngoài ra, ông có bài Sùng Hưng tự Vân Lỗi sơn Đại Bi nham ký (Bài ký trên vách đá chùa Sùng Nghiêm núi Vân Lỗi thờ tượng Đại Bi).

## Nhận xét
Danh sĩ thời Nguyễn là Phan Huy Chú viết: 
Ông (Phạm Sư Mạnh) có tài khí hùng hồn hơn người, nguồn thơ lai láng; đi khắp muôn dặm non sông, đến đâu cũng ngâm đề khắc để lại, lời đều hào hùng thanh thoát đáng đọc.
Khi nói về Hiệp Thạch tập, Phan Huy Chú lại khen là: Tình thơ cao siêu, hào phóng, (ông) là một danh gia ở cuối đời Trần.
Gần đây, Phạm Sư Mạnh được một số nhà nghiên cứu đánh giá là một trí thức tích cực, sống có hoài bão, mang nặng ưu tư trước bao biến thiên của thời cuộc. Cho nên trong thơ ông, ngoài cái hay, còn có một màu sắc thời sự nóng hổi, mỗi bài thơ thường đánh dấu một việc làm, một hoạt động chính trị của tác giả, như: Lạng Sơn đạo trung (Trên đường đi Lạng Sơn), Hành dịch đăng gia sơn (Nhân đi việc quan, lên núi nơi quê nhà), Hộ giá Thiên Trường thư sự (Ghi lại việc hầu vua về Thiên Trường), Án Thao Giang lộ (Đi kinh lý lộ Thao Giang), Hành quận (Đi kinh lý trong quận),...
Bên cạnh đó, tiếp tục truyền thống thơ yêu nước đời Trần, thơ ông nhắc lại những chiến công oanh liệt chống ngoại xâm của dân tộc Việt, như: Hành dịch đăng gia sơn (Nhân đi việc quan, lên núi nơi quê nhà), Chi Lăng động (Động Chí Lăng),...
Ngoài ra, trong số ấy cũng có không ít bài ca ngợi non sông và các danh lam, như: Quá Hoàng Long động (Qua động Hoàng Long), Tam Thanh động (Động Tam Thanh), Đăng Dục Thúy sơn đề (Lên núi Dục Thúy đề thơ), Đề Cam Lộ tự (Đề vịnh chùa Cam Lộ), Du Phật Tích Sơn ngẫu đề (Thăm chùa núi Phật Tích ngẫu hứng đề thơ), Đăng Thiên Kỳ sơn lưu đề [kỳ 1] (Lên núi Thiên Kỳ lưu đề, kỳ 1),...
Tuy nhiên, do tác giả phải chứng kiến bước đường suy vong của nhà Trần, nên trong thơ cũng đã phảng phất chút u hoài và nỗi buồn nhớ về một quá khứ vàng son, như bài: Đông Sơn tự hồ thượng lâu (Lầu trên hồ chùa Đông Sơn), Chu trung tức sự (Cảm xúc trên thuyền), Quá An phủ Nguyễn Sĩ Cố phần (Đi qua mộ An phủ sứ Nguyễn Sĩ Cố),
Sơn hành [kỳ 2] (Đi trên núi, kỳ 2),....

## Ghi công
Ở Hà Nội, có phố mang tên Phạm Sư Mạnh. Phố này dài 200 mét, đi từ phố Phan Chu Trinh đến phố Ngô Quyền. Đây nguyên là phần đất phía Nam của "Bảo tuyền cục" tức là nơi đúc tiền thời Nguyễn, cũng gọi là Tràng Tiền .

## Sách tham khảo
- Phan Huy Chú, Lịch triều hiến chương loại chí (Tập 1 và Tập 3, bản dịch). Nhà xuất bản Khoa học xã hội, Hà Nội, 1992.
- Nguyễn Huệ Chi, mục từ "Phạm Sư Mạnh" trong Từ điển văn học (bô mới). Nhà xuất bản Thế giới, 2004.
- Nguyễn Đăng Na, Văn học thế kỷ X-XIV. Nhà xuất bản Khoa học xã hội, Hà Nội, 2004.